# Delia Nivolelli novello rosso
Le Delia Nivolelli novello rosso est un vin rouge nouveau de la région Sicile doté d'une appellation DOC depuis le 10 juin 1998. Seuls ont droit à la DOC les vins récoltés à l'intérieur de l'aire de production définie par le décret. Les vignobles autorisés se situent en province de Trapani dans les communes de Mazara del Vallo, Marsala, Petrosino et Salemi.

## Caractéristiques organoleptiques
- couleur : rouge rubis plus ou moins intense tendant vers un rouge grenat
- odeur : vineux,  intense, fruité
- saveur : sec, légèrement acidule, vif

Le Delia Nivolelli novello rosso se déguste à une température de 14 à 16 °C et il se gardera 1 – 2 ans.

## Production
Province, saison, volume en hectolitres :
- pas de données disponibles